# 日満産業大博覧会
日満産業大博覧会（にちまんさんぎょうだいはくらんかい）は、1936年（昭和11年）4月15日から6月8日までの55日間、富山県富山市で開催された博覧会である。富山市の神通川廃川埋立地（現在の富山県庁舎周辺）で開催された。略称は「日満博」。

## 概要
1933年（昭和8年）5月9日富山商工会議所会頭の金岡又左衛門が「富山市を中心に博覧会を開設すること」に関する意見書を富山県知事に提出。開催地については、富山市と高岡市が対立したが、次回開催地を高岡市とすることで富山市主催の日満産業大博覧会の開催が決定した。
開催の背景には、第一次世界大戦の勝利による国内商工業の発展とそれに伴い全国的に博覧会開催の機運が盛り上がったこと、特に1932年（昭和7年）に金沢市で開催された「産業と観光の大博覧会」が刺激になったとされる。
当初は、1935年（昭和10年）8月開催予定であったが、1934年（昭和9年）7月の大水害もあり、1936年（昭和11年）4月15日開催に延期された。
博覧会の会場は、神通川の直流化（神通川馳越線工事）によって生じた神通川廃川地（敷地面積は約4万坪（13万2,000平方メートル））である。神通川廃川地の処分は、明治末からの課題であったが、博覧会会場建設を契機とし、富山県庁や日本放送協会富山放送局、富山電気ビルデイングなどが建設された。
展示館は、本館、日満記念館、観光館、電気と工業館、売薬振興館、富山県館など18の直営館と16の特設館があったとされる。
出品数は、19万点以上であった。
1936年（昭和11年）6月8日までの55日間。入場者は913,030人を数えた。
入場料は、大人35銭、12歳未満15銭、現役下士官兵30銭だった。
博覧会に合わせて、富山市営軌道の市内循環線が開通した。

## 主なパビリオン
- 本館
- 富山県館
- 電気と工業館
- 観光館
- 日満記念館
- ラヂオ記念館
- 逓信館
- 鉄道館
- 国防館
- 航空館
- 和清館
- 農林水産館
- 郷土館
- 本願寺館
- 美術工芸館
- 保健館
- 売薬振興館
- 演芸館
- 満洲館
- 朝鮮館
- 京都館
- 愛知名古屋館
- 金沢市特設館
- 電気館
- 台湾館
- 東京館
- 観光奈良館
- 教育歴史館
- 海女館